# الثقافة وعلم النفس الإيجابي
يُمكن أن تتفاعل الاختلافات الثقافية مع علم النفس الإيجابي لخلق تباين كبير، ما قد يؤثر على تداخلات علم النفس الإيجابي، فتؤثر الثقافة على كيفية طلب الناس للمساعدة النفسية وتعريفهم للبنية الاجتماعية واستراتيجية التعامل مع المواقف.

## نظرة عامة
تُظهر الأبحاث أن العوامل الثقافية تؤثر على مفاهيم السعادة الملموسة. يُصنِّف الأدب العام الحالي علم النفس الإيجابي إلى فئتين: شرقي وغربي. يقول العالم المتخصص في علم النفس الثقافي ريتشارد شويدر: إن هذه العوامل هي التي تساعد الناس على تمييز ما هي  الأشياء الجيدة والأخلاقية والفاضلة، إذ تتطلع الشعوب الغربية للحصول على مكافآت ومقابل مادي على أي مجهود بدني إضافي، بينما تتطلع الشعوب الشرقية إلى الحصول على مكافآت روحية. يشدد الأدب الغربي عمومًا على الاستقلالية والاعتماد على الذات والفردية والرضا الشخصي، بينما يركز الأدب الشرقي عمومًا على الانسجام والتعاون الجماعي والرضا على مستوى الجماعة ككل.

## التاريخ
في أواخر القرن التاسع عشر وأوائل القرن العشرين، استخدم علماء الأنثروبيولوجيا وعلماء النفس العِرق والثقافة باعتبارها عوامل يمكنها التأثير سلبيًا أو إيجابيًا على السلوك والمواقف. يُعتبر علم النفس الإيجابي مجموعة من الاستكشافات العلمية والعملية لنقاط القوة البشرية، وهذا يؤدي إلى انطباع ناقص ثقافيًا، إضافة إلى ذلك، يُستخدم هذا المصطلح لدى بعض الجماعات من الناس للتأكيد على تحسين النسل. كان عالما النفس الأمريكيان ستانلي هول وهينري جودارد هول من بين الشخصيات الملحوظة التي تبنت هذه النظرة. بحلول منتصف القرن العشرين، كانت وجهة النظر السائدة أن الثقافة لا تُحدد نتائج (مخرجات) الحياة. بدلًا من ذلك، كان الاعتقاد السائد أن العوامل البيئية هي سبب هذه الاختلافات. ترى بعض وجهات النظر الثقافية الأخرى أنه يجب تسليط الضوء على نقاط القوة الفريدة في كل ثقافة على حدة.
كان ديفيد ساتشر من أوائل الذين أكدوا على أهمية تأثير الثقافة على الصحة العقلية؛ إذ تحدث الاختلافات الثقافية بين الأمم نفسها وداخلها، وأيد علماء النفس الاجتماعي أن البشر عبارة عن حيوانات اجتماعية.

## الأساليب
هناك منهجان -أسلوبان- رئيسان لعلم النفس الإيجابي عبر الثقافات المختلفة. يوجد منظور يُطلق عليه «فارغ ثقافيًا» يؤمن بوجود عدد كبير من نقاط القوة البشرية ذات القيمة عالميًا، وأن السعي وراء السعادة شائع في كل الثقافات. يرى أصحاب هذا التوجه أنه وصفي وموضوعي، مدعين أن نتائجة تتجاوز الثقافات والسياسات المحددة إلى العالمية. أما المنظور -الأسلوب- الآخر فيرى أن القيم الثقافية للباحثين تؤثر على عملهم وتوجهاتهم. يأخذ الكتيب الإحصائي والتشخيصي للاضطرابات العقلية هذا الرأي بعين الاعتبار، فيشمل الكثير من المعلومات من جميع أنحاء العالم لزيادة حساسيتها الثقافية والوعي بالانطباع الثقافي في الممارسات السريرية. تُلقي بعض المعلومات الإضافية نظرة على تأثير الاختلافات الثقافية على أعراض الاضطرابات العقلية، وكيف يدخل الإطار الثقافي للمريض باعتباره جزءًا من العلاج.
أيضًا، عززت الثقافات والتقاليد الغربية المجتمعات الفردية، بينما عززت الثقافات والتقاليد الشرقية المجتمعات الجماعية، إذ تُعطي الثقافات الفردية قيمة للفرد على المجموعة، بينما تُعطي الثقافات الجماعية قيمة للمجموعة على الفرد.
- القيم الأساسية الغربية (الفردية):
- الحرية الشخصية.
- المنافسة.
- الإنجازات الشخصية.
- المواجهة والاعتماد على الذات.
- مواجهة المستقبل.
- الأمل.
- التميز (يُلاحظ ذلك في السلع والأسماء والاتجاهات والسمات المميزة وغيرها).

### القيم الأساسية الشرقية (الجماعية)
- السعي لزرع الوحدة والترابط.
- المشاركة والتعاون.
- تقديم الواجبات إلى المجموعة والانتماء لها.
- تحسين الانسجام والتخلص من النزاع.
- التعاطف.
- الدفاع عن المجموعة.

توجد اختلافات واضحة بين عمليات التفكير التي يستخدمها الشرقيون والتي يستخدمها الغربيون نتج عنها اختلافات في وجهات النظر على مستوى العالم. فعلى سبيل المثال، في السعي إلى السعادة، يعطي الغربيون الأولوية إلى الحياة والحرية والسعي وراء تحقيق السعادة. بالإضافة إلى التفكير في أهداف بعينها. وعلى الجانب الآخر، تزيد الثقافة الشرقية من ثقل التوازن الداخلي بين مجتمعاتهم التي تبدو فيها ميزة الانسجام  أفضل ما يميزها.
أجرى إدوارد سي تشانج سلسلة من الدراسات الكمية لمعرفة أهمية فهم تكافؤ السمات والبنيات عبر الثقافات المُختلفة. على سبيل المثال، كان الأمريكيون الأسيويون أكثر تشاؤمًا من القوقازيين، لكن لم تظهِر المجموعتان أي اختلاف بينها على مستوى التفاؤل.
اقترح جوزيف جي بوتيروتو وآخرون أن القدرة على التنقل والتكيف تنعكس على نحو متزايد على تنوع الثقافات في العالم، فهذه الميزة مهمة جدًا. يُقال أن الأشخاص الذين يتقلدون المنازل العالية يمتلكون شخصية متعددة الثقافات. أجرى كريستوفر جي فان دي زي وجان بي فان أودينهوفن استبيانًا على شخصيات متعددة الثقافات لاستخلاص أهم الصفات التي تُميزها، توصل الرجلان إلى خمسة عوامل تُميز أسلوب الشخصية متعددة الجنسيات وهي: التعاطف الثقافي والانفتاح الذهني والاستقرار العاطفي والمبادرة في الأمور والمرونة في التعامل،  ويرتبط هذا بحسن حسه العام.
تدعم الباحثة في علم النفس دافنا أويزرمان وزملاؤها رؤية أقل ثباتًا لانفصال الثقافات (الغربية والشرقية)، وتقترح استكشاف طرق أكثر مرونة لشرح الطرق التي تتعامل بها هذه الثقافات؛ فيمكن للثقافات المختلفة التعامل مع بعضها البعض أكثر من كونها متعارضة ومتصادمة.

## النتائج التجريبية الرئيسة
بذل الباحثون جهدًا كبيرًا في الفترة الأخيرة لمعرفة كيفية تأثير الاختلاف بين الثقافات المختلفة على علم النفس الإيجابي، بالإضافة إلى كيفية تأثير هذه الثقافات على الأفراد ونظرتهم للحياة.
على سبيل المثال، استكشفت مجموعة سنيدر عام (2009) الطريقة التي تؤثر بها الثقافات على علم النفس الإيجابي. وبشكل أكثر تفصيلًا، يقر سنيدر بحقيقة تأثير الثقافات على فهم الأفراد لنقاط الضعف والقوة لديهم. يدّعي سنيدر أنه من المهم فهم الجزء المشترك بين الثقافة وعلم النفس الإيجابي؛ لأنه ببساطة لا يَسمح فقط للشخص بفهم الناس من داخل ثقافته فحسب، بل يمكّنهم من فهم الناس في الثقافات الأخرى أيضًا. حدد سنيدر مدرستين -لتعليم علم النفس الإيجابي- تهتمان أكثر بكيفية النظر إلى نقاط القوة من خلال الإطار الثقافي.
قدم كل من داليسجارد وبتيرسون وسيلجمان عام (2005) استعراضًا لتحاليل مُدعمة بأدلة تاريخية وفزيولوجية تدّعي وجود مزايا عالمية موجودة لدى بعض الثقافات بعينها مثل العدل والإنسانية والزهد والحكمة والتسامح. لاحظ المؤلفون الآخرون أن هذه المزايا كانت موجودة في النصوص القديمة مثل الكنفوشيوسية والطاوية والبوذية والهندوسية والمسيحية والإسلام واليهودية وحتى عند علماء أثينا القدماء. تمثلت كل هذه المزايا والأفضال في تعاليم هذه الديانات والنصوص، وترسخت في ثقافات الشعوب -التي آمنت بها- ومعتقداتها، وبالتالي يجب تقييم هذه المزايا والفضائل بين الثقافات المختلفة على حد سواء.
في الدراسات التي تسلط الضوء على الاختلافات بين الثقافات الشرقية والثقافات الغربية، توجد تناقضات واختلافات كثيرة حول القيم والعواطف، فمثلًا: تختلف تمامًا عند مقارنة الولايات المتحدة الأمريكية بالصين. لكنها غالبًا ما تنتهي إلى استنتاج أن الناس في الثقافات الشرقية أقل سعادة من الناس في الثقافات الغربية؛ بسبب قلة الحرية الفردية على مستوى الأفراد، إضافة إلى ذلك، تشير نتائج البحث إلى أن هناك الكثير من القيم المبنية على المعاناة والتجاوزات في الثقافات الشرقية أكثر مما هي في الثقافات الغربية. يُعتقد أيضًا وجود سعادة أقل لدى الشعوب التي تعيش في الثقافات الشرقية بسبب قلة الخيارات الفردية، ومع ذلك يعيش الناس في الثقافات الشرقية بعقلية جماعية تتطور لدى البالغين بمحاولتهم إيجاد مكان داخل المجتمع أكثر من محاولتهم الخروج منه. تشير هذه الاختلافات والتناقضات إلى ضرورة وجود الكثير من الأبحاث حول الاختلافات الثقافية لتجنب الأخطاء في تصنيف السلوك والوظائف النفسية.